# 徳川為子
徳川 為子（とくがわ ためこ、1897年（明治30年）5月10日 - 1989年（平成元年）5月3日）は、紀州徳川家第16代当主・徳川頼貞の妻。父は島津忠義。母は菱刈久。姉は香淳皇后の生母である邦彦王妃俔子。

## 生涯
薩摩藩主・島津忠義の11女として生まれる。母は側室の菱刈久で、昭和天皇の皇女・島津貴子と結婚した島津久永の祖母にあたる。
1916年（大正5年）7月25日に紀州徳川家第16代当主・徳川頼貞の妻となり、1男1女（徳川頼韶・徳川宝子）を出産。長男の頼韶が紀州徳川家の跡を継ぎ17代当主となったが、41歳の若さでこの世を去ると、徳川剛を養子に迎え、娘の宝子と結婚し18代当主とした。その後、剛が経営失敗により失踪したため、孫の徳川宜子が紀州徳川家の19代当主を務めている。
1989年（平成元年）、死去。墓所は東京・寛永寺。

## 著書
- 『三十六歌仙こほろぎ物語』[徳川爲子], [1941] 全国書誌番号:21417482